# Ходульный бентозавр
Ходульный бентозавр (лат. Bathypterois grallator) — глубоководная бентическая рыба семейства Ипноповые (Ipnopidae), обитающая в тропических и субтропических широтах. Считается характерным представителем глубоководной фауны, часто наблюдается и фотографируется с исследовательских подводных аппаратов. Использует удлинённые лучи хвостового и брюшных плавников для опоры на донный ил. B. grallator является гермафродитом.

## Характеристики
Bathypterois grallator имеет длинные костные лучи, выступающие из нижней лопасти хвостового плавника и обоих брюшных плавников. B. grallator — самый крупный представитель своего рода, обычно превышающий стандартную длину 30 см и достигающий общей длины до 43,4 см.
Bathypterois grallator часто наблюдается в характерной позе: в ожидании пищи рыба стоит, развернувшись против течения, на морском дне, опираясь на три выступающих луча плавников и с вытянутыми вперёд лучами грудных плавников, напоминающими антенны. Чтобы выдерживать вес рыбы, плавники должны быть достаточно жёсткими, однако наблюдения за плавающими особями показывают, что их плавники производят впечатление гибких. Предполагается, что когда рыба «стоит», в плавники закачиваются жидкости, делая их более упругими.
Bathypterois grallator близкородственна виду Bathypterois longifilis, сходному по внешнему виду и образу жизни, но меньшему по размеру и с более короткими лучами плавников. Эти виды часто находят стоящими в непосредственной близости друг от друга.

## Ареал и среда обитания
Вид Bathypterois grallator распространён в Атлантическом, Тихом и Индийском океанах от 40° с. ш. до 40° ю. ш. Это эврибатная рыба с широким диапазоном глубин обитания — от 878 до 4720 м.

## Биология

### Питание
Bathypterois grallator располагается головой против течения, ожидая проплывающую мимо добычу. Для обнаружения пищи использует тактильные и механосенсорные сигналы, без специальных зрительных адаптаций к поиску пищи в условиях низкой освещённости. Когда рыба опирается на морское дно своими длинными лучами, она может добывать пищу, даже не видя её. Рот Bathypterois grallator располагается на оптимальной высоте для ловли проплывающих мимо креветок, мелких рыб и ракообразных. Рыба определяет объекты в воде с помощью передних плавников, которые функционируют подобно рукам. Обнаружив съедобную добычу, плавники направляют её в рот рыбы. Задокументированная добыча включает веслоногих и других планктонных ракообразных, включая личинок.

### Размножение
Каждая особь имеет мужские и женские репродуктивные органы. При встрече двух рыб происходит спаривание. Однако если рыба не находит партнёра, она самостоятельно производит как сперму, так и яйцеклетки для воспроизводства потомства, то есть является истинным гермафродитом.